# Gaimardia australis
Gaimardia australis es una especie de arbusto perteneciente a la familia Centrolepidaceae. Se encuentra en la región de Magallanes y en las islas Malvinas.

## Taxonomía
Gaimardia australis fue descrita por Charles Gaudichaud-Beaupré y publicado en Annales des Sciences Naturelles (Paris) 5: 100, 107, pl. 2. 1825.
Sinonimia
- Gaimardia pusilla Gaudich. ex Gay	[3][4]